# 12639 Tonkoopman
12639 Tonkoopman è un asteroide della fascia principale. Scoperto nel 1973, presenta un'orbita caratterizzata da un semiasse maggiore pari a 2,6211883 UA e da un'eccentricità di 0,1366492, inclinata di 2,68978° rispetto all'eclittica.